# Cardotiella elimbata
Cardotiella elimbata är en bladmossart som beskrevs av Bernard Goffinet 1996. Cardotiella elimbata ingår i släktet Cardotiella och familjen Orthotrichaceae. Inga underarter finns listade i Catalogue of Life.